# The Amazing Mrs. Holliday
Pour les articles homonymes, voir Holliday.
Pour plus de détails, voir Fiche technique et Distribution.
The Amazing Mrs. Holliday est un film américain réalisé par Bruce Manning, sorti en 1943. Le réalisateur original du film était Jean Renoir, et bien que la plupart de ses séquences complétées aient été retenues, le crédit final de la direction a été donné à Bruce Manning, producteur du film.

## Synopsis
Une jeune missionnaire, Ruth Holliday, tente de tromper le gouvernement américain en faisant entrer clandestinement dans le pays de jeunes orphelins chinois.

## Fiche technique
- Titre : The Amazing Mrs. Holliday
- Réalisation : Bruce Manning
- Scénario : Frank Ryan, Hans Jacoby, Boris Ingster et Leo Townsend d'après une histoire de Sonya Levien
- Photographie : Elwood Bredell
- Montage : Ted J. Kent
- Musique : Hans J. Salter et Frank Skinner
- Société de production : Universal Pictures
- Pays d'origine :  États-Unis
- Langue : Anglais
- Format : Noir et blanc — 35 mm — 1,37:1 — Son : Mono (Western Electric Recording)
- Genre : Comédie dramatique
- Durée : 96 minutes
- Dates de sortie : 
  -  États-Unis : 19 février 1943
  -  Mexique : 26 mai 1943
  -  Portugal : 20 décembre 1944
  -  Japon : 11 novembre 1947

## Distribution
- Deanna Durbin : Ruth Kirke Holliday
- Edmond O'Brien : Tom Holliday
- Barry Fitzgerald : Timothy Blake
- Arthur Treacher : Henderson
- Harry Davenport : Commodore Thomas Spencer Holliday
- Grant Mitchell : Edgar Holliday
- Frieda Inescort : Karen Holliday
- Elisabeth Risdon : Louise Holliday
- Jonathan Hale : Ferguson
- Esther Dale : Lucy
- Gus Schilling : Jeff Adams